# Жирберг

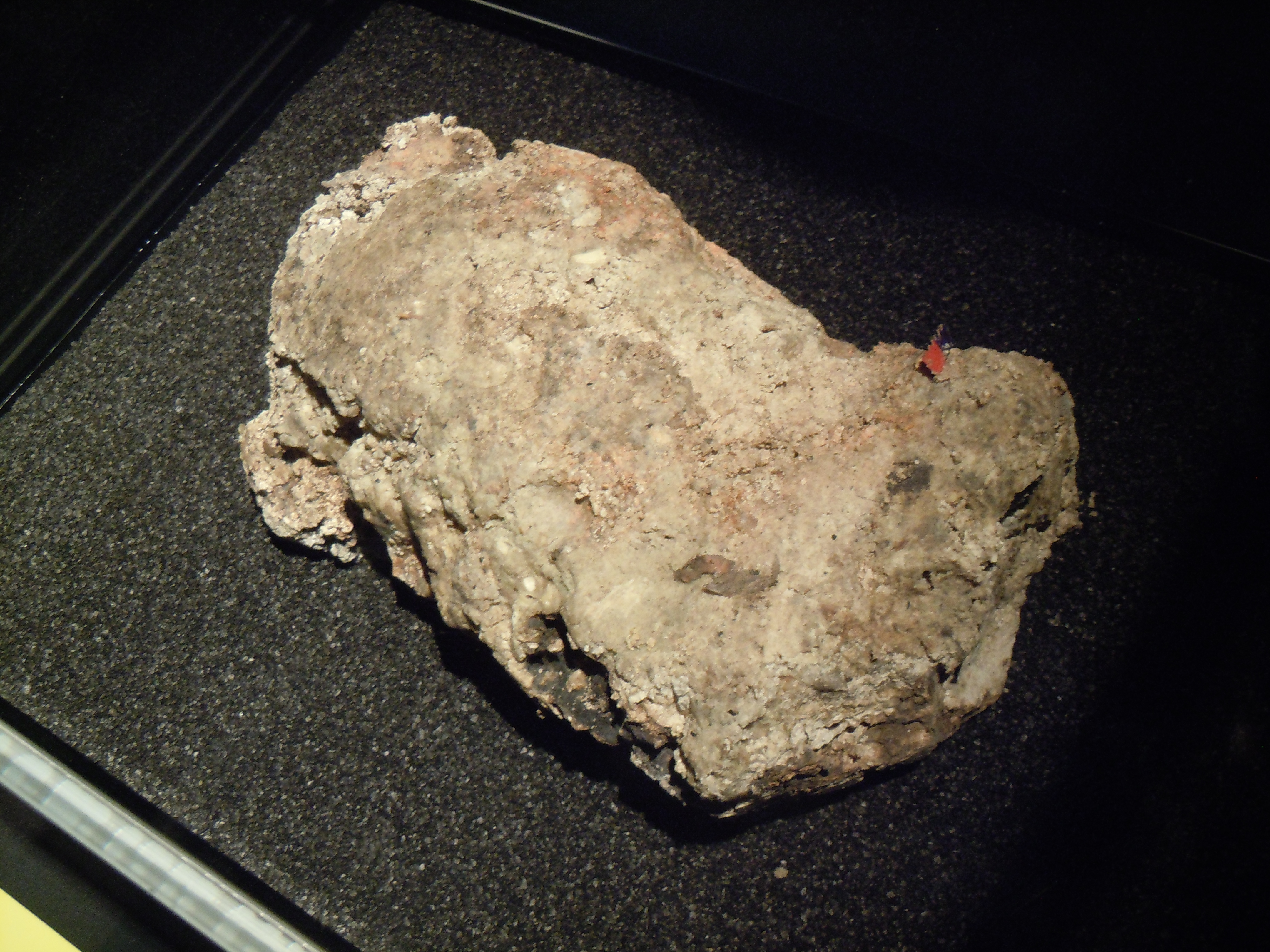
Высушенный кусочек Уайтчепельского жирберга, выставленный в Музее Лондона

Жирберг, иногда фэ́тберг или фа́тберг (от англ. fatberg), — затвердевшая в канализационной системе масса, состоящая из не подверженного биодеградации твёрдого вещества (например, влажных салфеток), мусора и остатков кулинарных жиров.
Впервые проблема жирбергов возникла в 2010-х годах, в Англии, из-за быстрого роста использования одноразовых влажных салфеток и не рассчитанной на такую нагрузку устаревшей канализации викторианских времён.

## Описание
Жирберги образуются на шероховатых поверхностях канализационных коллекторов в тех местах, где поток жидкости становится турбулентным. В каналах и трубах с гладкими внутренними стенками жидкость у стенки течёт лишь немного медленнее, чем жидкость в центральной части (просвете) трубы. Таким образом, весь объём жидкости течёт плавно и свободно. Когда же жидкость сталкивается с препятствием, возникающие в результате завихрения начинают задерживать мусор.
Препятствием может стать любая шероховатая поверхность, способная захватывать мусор. В кирпичной или бетонной канализации таковыми могут оказаться цементные потёки, повреждённая кирпичная кладка или незакреплённые швы, повреждённые морозным пу́чением. В любой подземной трубе, даже самой продвинутой конструкции, проникновение посторонних предметов, таких как корни деревьев, является обычной причиной появления жирберга.
В канализации, несущей щелочные жидкости, липиды могут кальцинироваться и затвердевать. Жирберги могут включать не только салфетки и жир, но и другие предметы, которые не распадаются и не растворяются, будучи смытыми в унитаз. Например, гигиенические салфетки, ватные палочки, иглы, презервативы, тампоны и пищевые отходы, смытые в раковина|кухонные раковины. Получающиеся комки застывшего вещества могут быть такими же прочными, как бетон, и для их удаления требуется специальное оборудование.
Иногда заблокированный в канализационной трубе жир вступает в реакцию с футеровкой трубы и подвергается омылению, превращаясь в твёрдое, мылоподобное вещество.
Жировые закупорки могут привести к разливам канализации, при которых сточные воды сбрасываются в окружающую среду без очистки. В Соединённых Штатах почти половина всех закупорок канализационных систем вызвана жиром.
Жирберги являются источником топлива, в частности, биогаза. Большая часть жирберга, весившего 130 тонн и длиной более 250 метров, обнаруженного в Уайтчепеле в Лондоне в 2017 году, была переработана в биодизельное топливо.
Наносимый жирбергами вред можно снизить при помощи кампаний по информированию общественности о смываемых отходах и установке жироуловителей для фильтрации стоков рядом с их источником.

## Распространение
Жирберги встречаются в канализационных системах по всему миру, в мегаполисах и небольших городах. Гигантские жирберги блокировали канализацию в Лондоне, Нью-Йорке, Денвере, Валенсии и Мельбурне.

## Этимология
Жирберг — калька с исходной комбинации английских слов «жир» (fat) и «айсберг» (iceberg). Неологизм используется канализационными менеджерами с 2013 года. Слово было добавлено в онлайновую версию Оксфордского словаря в 2015 году. Термин официально используется руководством компаний Thames Water и South West Water, находящихся в южной Англии.

## Примечательные жирберги
- 6 августа 2013 года: в канализации под улицей Лондон-роуд в Кингстон-апон-Темс, Лондон, был обнаружен жирберг размером примерно с автобус, весивший 15 тонн и состоявший из пищевых жиров и влажных салфеток[17][18].
- 1 сентября 2014 года: санитарные работники обнаружили и очистили массу отработанного жира, влажных салфеток, продуктов питания, теннисных мячей и деревянных досок размером с самолёт Boeing 747 в канализации под отрезком дороги длиной 80 метров в Шепердс-Буш, Лондон[19][20].
- 3 сентября 2014 года: канализационная система под Мельбурном, Австралия, была забита большой массой жира и отходов[21].
- Январь 2015 года: в рамках кампании против блокирования стоков Welsh Water выпустила видео, показывающее жирберг в канализации в Кардиффе[22].
- Апрель 2015 года: 40-метровый жирберг был удалён из канализационных коллекторов в Челси. На устранение последствий ушло более двух месяцев, а причинённый ущерб оценивается примерно в 400 000 фунтов стерлингов[23].
- Июль 2015 года: жирберг длиной 120 метров был обнаружен в Уэлшпуле в середине Уэльса[24].
- Январь 2016 года: засор, вызванный жирбергом возле Ньюкасла, Новый Южный Уэльс, Австралия, повредил канализационную насосную станцию в Элебане. Жирберг весил около одной тонны, и потребовалось четыре часа, чтобы удалить его при помощи крана[25].
- Сентябрь 2017 года: под Уайтчепелом в Лондоне был найден жирберг длиной 250 метров и весом более 130 тонн[26][27]. На его уничтожение ушло два месяца работы без выходных и два миллиона фунтов стерлингов[28][29]. Два кусочка жирберга были отрезаны 4 октября 2017 года и после нескольких недель просушки выставлялись в Музее Лондона с 9 февраля 2018 года по июнь 2018 года в рамках сезона «Городское будущее города»[30][31]. По словам куратора Vyki Sparkes, жирберг стал одним из самых популярных экспонатов музея[32].
- Сентябрь 2017 года: под улицами Балтимора, штат Мэриленд, был обнаружен жирберг из застывшего жира, влажных салфеток и прочих отходов, что привело к утечке 4,5 млн литров сточных вод в водопад Джонс[33].
- Апрель 2018 года: предполагается, что жирберг, обнаруженный под Саут-Банк в Лондоне, больше, чем найденный под Уайтчепелом[34].
- Декабрь 2018 года: канализационные рабочие обнаружили в Сидмуте, Девон, жирберг, длина которого составляла 64 метра. Рабочим потребовалось восемь недель, чтобы удалить его[35]. Это был самый большой жирберг, обнаруженный в Великобритании за пределами крупного города[36], и самый большой в истории компании South West Water[37].